# Paratanytarsus capucinus
Paratanytarsus capucinus är en tvåvingeart som först beskrevs av Jean-Jacques Kieffer 1922.  Paratanytarsus capucinus ingår i släktet Paratanytarsus och familjen fjädermyggor.
Artens utbredningsområde är Tjeckien. Inga underarter finns listade i Catalogue of Life.